# Erich Wendt

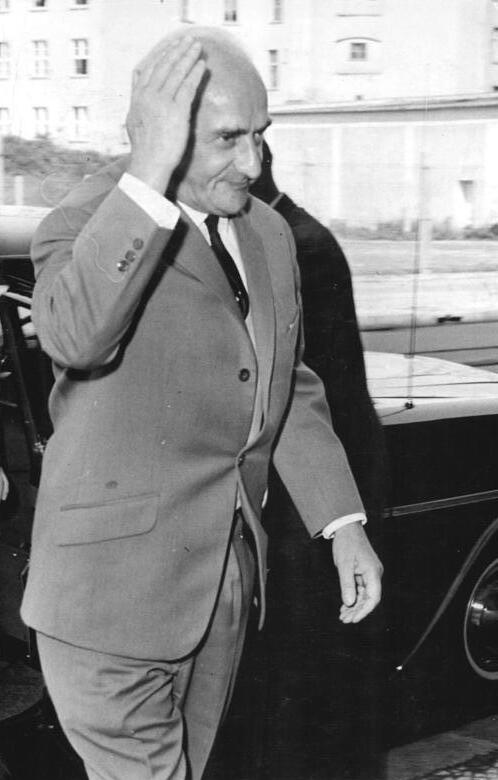
Erich Wendt (1964)

Erich Wendt (* 29. August 1902 in Leipzig; † 8. Mai 1965 in Berlin) war ein deutscher kommunistischer Politiker und der erste Ehemann von Charlotte Kühn.

## Leben
Als Sohn eines Fleischers absolvierte Erich Wendt nach dem Besuch der Volksschule in Eisleben und Berlin von 1916 bis 1920 eine Ausbildung als Schriftsetzer beim Ullstein-Verlag in Berlin. 1919 wurde er Mitglied der Freien Sozialistischen Jugend und 1920 im daraus entstandenen KJVD. 1922 trat er auch in die KPD ein. Beruflich sattelte er auf eine Tätigkeit als Buchhändler um und war von 1921 bis 1922 in der Buchhandlung Die Junge Garde und anschließend bis 1923 in der Meschdunarodnaja Kniga (deutsch: Das internationale Buch) in Berlin angestellt. Wegen seiner politischen Tätigkeit wurde er 1923 wegen „Vorbereitung zum Hochverrat“ verhaftet, das Verfahren wurde dann allerdings eingestellt. Nach der Entlassung aus der Untersuchungshaft arbeitete er bis  1924 beim Verlag der Kommunistischen Jugendinternationale (KJI) in Wien. In den Jahren 1925 und 1926 war er als Redakteur der KJI in Moskau tätig. 1926 wurde Wendt zum Mitglied des Zentralkomitees des KJVD gewählt und er arbeitete bis 1928 als Redakteur beim ZK des KJVD in Berlin. Danach war er als Hersteller und Redakteur beim KJI-Verlag in dessen Berliner Zentrale angestellt.
Nach der Einleitung eines Verfahrens wegen literarischen Hochverrats durch das Reichsgericht emigrierte Wendt 1931 in die  Sowjetunion. Von 1931 bis 1936 war er in einer Verlagsgenossenschaft der UdSSR tätig. Im August 1936 wurde er ein Opfer der stalinistischen Säuberungen, aus der KPD ausgeschlossen und saß bis 1938 in NKWD-Haft in Saratow. Nach seiner Freilassung arbeitete er als Deutschlehrer an einer Mittelschule und als Übersetzer in Engels. 1939 wurde sein Parteiausschluss zurückgenommen. Nach dem deutschen Überfall auf die Sowjetunion wurde er 1941 nach Sibirien deportiert und war erst Arbeiter, dann Buchhalter in einem Volksgut. Von 1942 bis 1947 war er Mitarbeiter bei Radio Moskau.

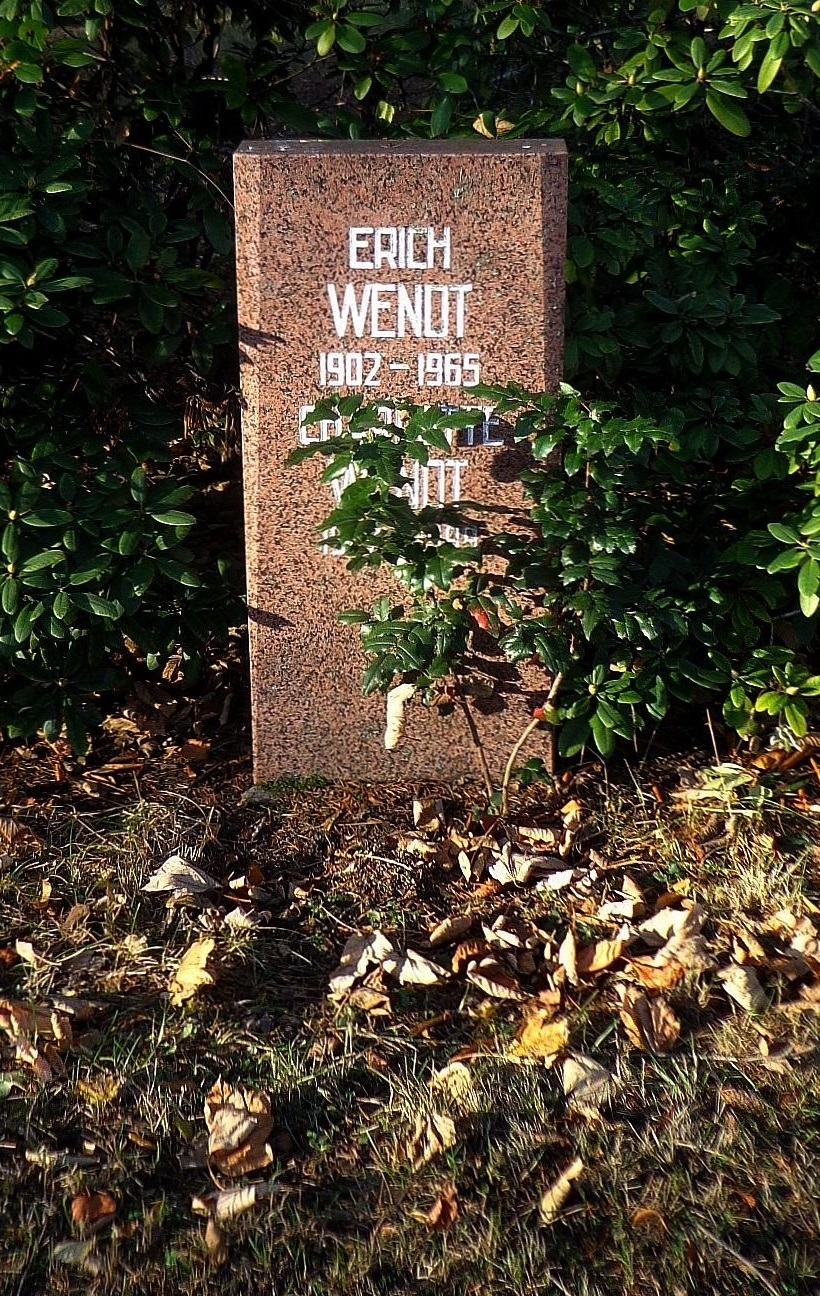
Grabstätte

Wendt kehrte im März 1947 nach Deutschland in die Sowjetische Besatzungszone zurück. Er wurde Mitglied der SED und Leiter des zunächst auf kommunistische und antifaschistische Literatur sowie russische Bücher spezialisierten Aufbau-Verlages in Berlin. Außerdem wurde er ab 1949 zugleich Leiter der Abteilung Sowjetpropaganda im Berliner Rundfunk und beim Deutschlandsender des Rundfunks der DDR. Von 1949 bis 1965 war er Präsidialratsmitglied des Kulturbundes der DDR, von 1951 bis 1953 dessen erster Bundessekretär, seit 1958 Vizepräsident. Von 1950 bis 1958 war er Abgeordneter der Volkskammer und Vorsitzender der Kulturbund-Fraktion.
Von 1953 bis 1957 war er Leiter der Lenin-Abteilung beim Institut für Marxismus-Leninismus beim Zentralkomitee der SED. Von 1957 bis 1965 war er erst Stellvertreter, später dann Staatssekretär im Ministerium für Kultur der DDR. 1963 war Erich Wendt an den Verhandlungen zum Passierscheinabkommen maßgeblich beteiligt.
Seine Urne wurde in der Grabanlage Pergolenweg des Berliner Zentralfriedhofs Friedrichsfelde beigesetzt.

## Privates
Erich Wendts erste Ehefrau war Lotte Kühn, die ihn 1937 verlassen musste und bald darauf mit Walter Ulbricht zusammenkam, den sie 1953 heiratete. Seine zweite Frau war die Malerin Charlotte Treuber (1907–1999), Tochter des KPD-Funktionärs Julius Treuber und frühere Lebensgefährtin Herbert Wehners.

## Auszeichnungen
- 1952 Held der Arbeit
- 1956 Vaterländischer Verdienstorden in Silber
- 1959 Medaille für Kämpfer gegen den Faschismus
- 1962 Karl-Marx-Orden
- 1962 Banner der Arbeit
- 1964 Vaterländischer Verdienstorden in Gold